# KŻ Polonez Poznań
KŻ Polonez Poznań – polski klub żużlowy z Poznania.
W rozgrywkach ligowych brał udział w roku 1991.

## Historia
Klub powstał przed sezonem 1991. Swoją nazwę wziął od poznańskiego hotelu „Polonez”, gdzie – podczas spotkania działaczy – narodził się pomysł jego założenia. Nawiązywał do tradycji poznańskich sekcji żużlowych, m.in. Unii, Lechii i Olimpii.
Działalność Poloneza okazała się jedynie rocznym epizodem. Klub borykał się z dużymi problemami finansowymi, które spowodowały, że drużyna w trakcie rozgrywek oddała dwa mecze na własnym obiekcie walkowerem, a końcówkę sezonu zawodnicy odjechali głównie za własne pieniądze. Na torze w Poznaniu, w czasie jego działalności, rozegrano imprezę rangi mistrzostw świata – finał mistrzostw świata par.
Powrót ligowego żużla do Poznania nastąpił w 2006 roku, kiedy to do rozgrywek przystąpiło Poznańskie Stowarzyszenie Żużlowe.

## Sezony
| Sezon | Rozgrywki ligowe | Rozgrywki ligowe | Rozgrywki ligowe |
| Sezon | Liga             | Liga             | Miejsce          |
| ----- | ---------------- | ---------------- | ---------------- |
| 1991  | II               | II liga          | 11/12            |

| Poziom ligowy | Liczba sezonów | Sezony |
| ------------- | -------------- | ------ |
| II            | 1              | 1991   |

## Osiągnięcia

### Międzynarodowe
Poniższe zestawienia obejmują osiągnięcia klubu oraz indywidualne osiągnięcia zawodników krajowych (w zawodach drużynowych, par i indywidualnych) i zagranicznych (w zawodach indywidualnych) w rozgrywkach pod egidą FIM.

#### Mistrzostwa świata
Indywidualne mistrzostwa świata juniorów
- 1. miejsce (1):
  - 1991 –  Brian Andersen